# Thou Shalt Not Covet

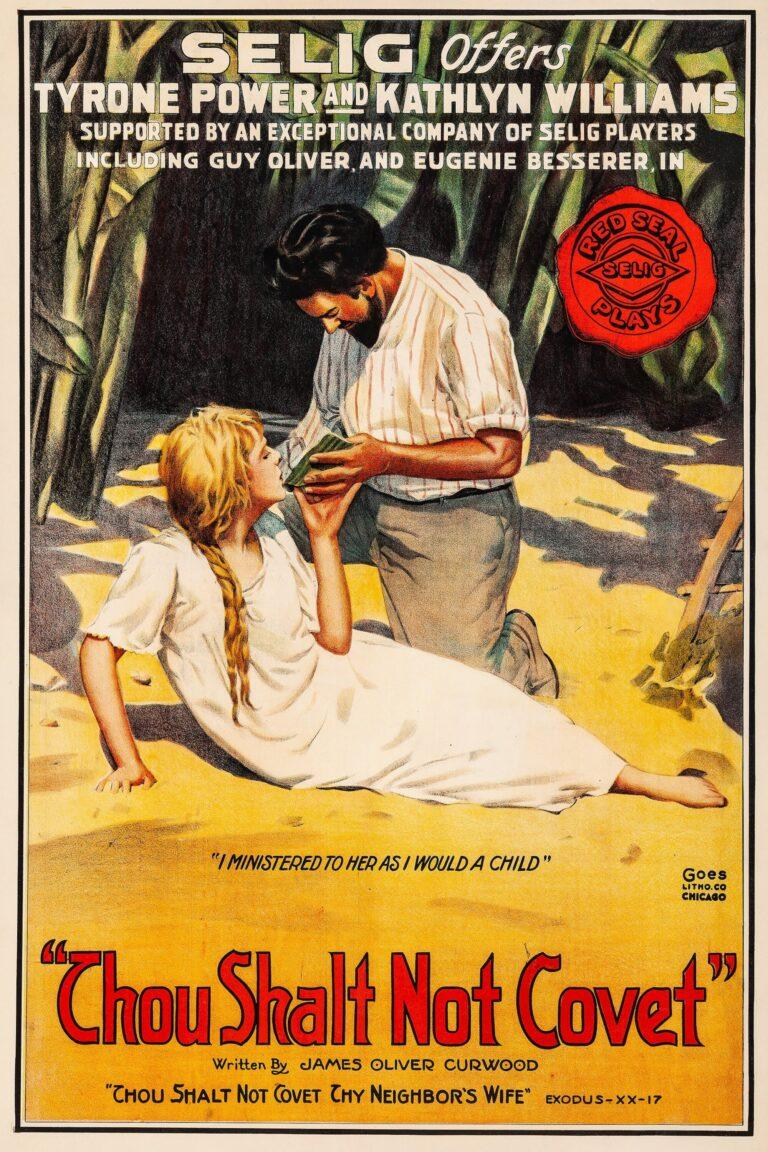
Affiche du film de 1916 : "Thou Shalt Not Covet"

Thou Shalt Not Covet est un film muet américain réalisé par Colin Campbell et sorti en 1916.

## Fiche technique
- Titre : Thou Shalt Not Covet
- Réalisateur : Colin Campbell
- Scénario : James Oliver Curwood, d'après son histoire
- Producteur : William Selig
- Société de production : Selig Polyscope Company
- Dates de sortie : 
  -  États-Unis : 7 février 1916

## Distribution
- Tyrone Power Sr. : Moi
- Kathlyn Williams : ma voisine
- Guy Oliver : mon voisin
- Eugenie Besserer : ma femme